# Victor Cazalet
Victor Alexander Cazalet (ur. 27 grudnia 1896, zm. 4 lipca 1943) – brytyjski polityk, członek parlamentu, członek brytyjskiej Partii Konserwatywnej, pułkownik armii brytyjskiej.

## Życiorys
W 1915 został kapitanem, a dwa lata później otrzymał Krzyż Wojskowy. W 1924 został po raz pierwszy wybrany do parlamentu z okręgu Chippenham.
Podczas hiszpańskiej wojny domowej opowiedział się po stronie generała Franco w Izbie Gmin, założył nawet koło „Przyjaciół Narodu Hiszpańskiego” (Friends of National Spain). Jednakże w chwili rozpoczęcia II wojny światowej sprzeciwił się polityce Appeasementu prowadzoną przez rząd Chamberlaina i został zwolennikiem Winstona Churchilla oraz jego łącznikiem z rządem polskim na wychodźstwie.
Zginął w 1943 podczas katastrofy lotniczej na Gibraltarze na pokładzie B-24 Liberatora, w której stracił życie również generał Władysław Sikorski.
Utrzymywał intymne relacje z Francisem Taylorem, handlarzem sztuki i ojcem aktorki Elizabeth Taylor.